# Coleophora hystricella
Coleophora hystricella é uma espécie de mariposa do gênero Coleophora pertencente à família Coleophoridae.